# كأس الكاريبي 2014
كأس الكاريبي 2014 (بالإنجليزية: 2014 Caribbean Cup)‏ هو موسم كأس الكاريبي، الذي أقيم خلال الفترة 11 نوفمبر 2014، وحتى 18 نوفمبر 2014، وبمشاركة  8 فريقاً، وفاز فيه منتخب جامايكا لكرة القدم، وفاز بجائزة أفضل هداف في الدوري  كيرينس بلفورت، بإجمالي 3 أهداف، ودارين ماتوكس، بإجمالي 3 أهداف.

## التصفيات

### الفرق المتأهلة
| الفريق           | التصفيات        | عدد مرات الظهور في المرحلة النهائية | أفضل أداء سابق                                         | تصنيف الفيفا عند بداية المسابقة |
| ---------------- | --------------- | ----------------------------------- | ------------------------------------------------------ | ------------------------------- |
| جامايكا          | المستضيف        | 15                                  | البطل (1991، 1998، 2005، 2008، 2010)                   | 113                             |
| كوبا             | حامل اللقب      | 11                                  | البطل (2012)                                           | 112                             |
| ترينيداد وتوباغو | فائز المجموعة 7 | 18                                  | البطل (1989، 1992، 1994، 1995، 1996، 1997، 1999، 2001) | 49                              |
| أنتيغوا وباربودا | وصيف المجموعة 7 | 8                                   | المركز الرابع (1998)                                   | 70                              |
| هايتي            | فائز المجموعة 8 | 9                                   | البطل (2007)                                           | 93                              |
| غيانا الفرنسية   | وصيف المجموعة 8 | 3                                   | مرحلة المجموعات (1995، 2012)                           | N/A1                            |
| مارتينيك         | فائز المجموعة 9 | 13                                  | البطل (1993)                                           | N/A1                            |
| كوراساو          | وصيف المجموعة 9 | 32                                  | المركز الرابع (1989)                                   | 147                             |